# Sant Vicenç de Torelló
Sant Vicenç de Torelló település Spanyolországban, Barcelona tartományban. Lakosainak száma 2092 fő (2024).

## Földrajza
Sant Vicenç de Torelló Orís, Sant Pere de Torelló és Torelló községekkel határos.

## Testvértelepülések
- Pinsaguel

## Népesség
A település lakosságának változását az alábbi diagram mutatja:
| Lakosok száma | 182  | 1534 | 1581 | 2124 | 1619 | 1877 | 1996 | 1975 | 2058 | 2092 |
|               | 1717 | 1900 | 1940 | 1965 | 1991 | 2004 | 2009 | 2014 | 2019 | 2024 |